# クリロフ＝ボゴリューボフの定理
数学におけるクリロフ＝ボゴリューボフの定理（クリロフ＝ボゴリューボフのていり、英: Krylov–Bogolyubov theorem）とは、力学系の理論に現れる関連する二つの基本定理のいずれかを指す。不変測度の存在定理（ふへんそくどのそんざいていり、英: existence of invariant measures theorem）としても知られており、ある「良質な」空間上で定義されるある「良質な」写像に対して不変測度が存在することを保証する定理である。定理の証明を与えた、ロシアおよびウクライナの数学者および理論物理学者であるニコライ・クリロフとニコライ・ボゴリューボフの名にちなむ。

## 定理の内容

### 単一の写像に対する不変測度
定理（クリロフ＝ボゴリュボフ）. (X, T) をあるコンパクト距離化可能位相空間とし、F : X → X をある連続写像とする。このとき、F はある不変なボレル確率測度を許すものである。
すなわち、X の開部分集合の集まり T によって生成されるボレル σ-代数を Borel(X) と表すとき、任意の部分集合 A ∈ Borel(X) に対して
{\displaystyle \mu \left(F^{-1}(A)\right)=\mu (A)}
を満たすようなある確率測度 μ : Borel(X) → [0, 1] が存在する。押し出し測度について言えば、このことは
{\displaystyle F_{*}(\mu )=\mu \ }
を意味する。

### マルコフ過程に対する不変測度
X をポーランド空間とし、{\displaystyle P_{t},t\geq 0,} を X 上の時間同次なマルコフ半群についての移動確率とする。すなわち、
{\displaystyle \Pr[X_{t}\in A|X_{0}=x]=P_{t}(x,A)}
が成立する。
定理（クリロフ＝ボゴリュボフ）. ある点 {\displaystyle x\in X} に対して、確率測度の族 { Pt(x, ·) | t > 0 } が一様に緊密となり、半群 (Pt) がフェラーの性質を満たすなら、(Pt) に対して少なくとも一つの不変測度が存在する。すなわち、X 上の確率測度 μ で
{\displaystyle (P_{t})_{\ast }(\mu )=\mu {\mbox{ for all }}t>0}
を満たすようなものが存在する。